# Bukový diel
Bukový diel (814 m) – szczyt w zachodniej części Niżnych Tatr na Słowacji. Znajduje się w dolnej części wschodnich zboczy Doliny Sopotnickiej (Sopotnická dolina), w długim grzbiecie odbiegającym od  Košariska poprzez szczyty Ondrejská hoľa (1591 m), Chabenec (1516 m), Mlynárová (1312 m) i Bukovẏ diel.
Bukový diel znajduje się w bardzo wąskim grzbiecie między Doliną Sopotnicką a Doliną Bukowską (Bukovská dolina). Jest porośnięty lasem, ale na jego zboczach są polany. Wschodnie zbocza opadają do położonego na dnie doliny Bukowskiej osiedla Pohronský Bukovec, należącego do miejscowości Brusno. Stoki zachodnie opadają do polany w Dolinie Sopotnickiej powyżej leśniczówki Sopotnica horareň.
Przez Bukový diel nie prowadzi żaden znakowany szlak turystyczny, ale grzbietem z miejscowości Bukovec biegnie droga leśna. Poniżej szczytu Bukový diel rozgałęzia się; jedna z odnóg prowadzi przez szczyt na Mlynárovą, druga wschodnimi zboczami Bukovego dielu. Tą drugą drogą poprowadzono z Brusna szlak rowerowy tworzący zamknięta pętlę. W górnej części Doliny Bukowej zawraca on i wraca drogą wiodąca dnem doliny do Brusna.